# رودولف ایلوفسکی
رودولف ایلوفسکی (لهستانی: Rudolf Illovszky; ۲۱ فوریهٔ ۱۹۲۲ – ۲۳ سپتامبر ۲۰۰۸) بازیکن و مربی فوتبال لهستانی‌تبار اهل مجارستان بود.
از باشگاه‌هایی که در آن بازی کرده‌است می‌توان به باشگاه ورزشی واشاش اشاره کرد.
وی سرمربی تیم ملی فوتبال مجارستان در بازی‌های المپیک تابستانی ۱۹۷۲ و جام ملت‌های اروپا ۱۹۷۲ بوده است.